# Renato Pasini
Pour les articles homonymes, voir Pasini.
Renato Pasini, né le 31 juillet 1977 à Gazzaniga est un fondeur italien.

## Biographie
Il connait sa première expérience internationale en 1996, en participant aux Championnats du monde juniors. En 2000, il fait son apparition en Coupe du monde puis obtient son premier podium en 2003 dans un sprint par équipes. En 2007, il s'impose en Coupe du monde lors d'un sprint en style libre à Rybinsk puis devient champion du monde à Sapporo de sprint par équipes avec Cristian Zorzi. Durant la saison 2008-2009, il termine une fois troisième et une fois premier (de nouveau à Rybinsk) et occupe finalement la deuxième place au classement de la Coupe du monde de sprint.
Il est le frère de Fabio Pasini également fondeur de haut niveau.

## Palmarès

### Jeux olympiques
| Épreuve / Édition  | Turin 2006 | Vancouver 2010 |
| Sprint libre       | 18e        |                |
| Sprint classique   |            | 20e            |
| Sprint par équipes |            | 8e             |

### Championnats du monde
| Épreuve / Édition  | Épreuve / Édition  | Val di Fiemme 2003 | Oberstdorf 2005 | Sapporo 2007 | Liberec 2009 | Oslo 2011 |
| Sprint             | Libre              | 22e                |                 |              | 14e          | 30e       |
| Sprint             | Classique          |                    | 30e             | Disqualifié  |              |           |
| Sprint par équipes | Sprint par équipes |                    |                 | Or           | 13e          | 9e        |

### Coupe du monde
- Meilleur classement général : 20e en 2009.
- Meilleur classement en sprint : 2e en 2009.
- 4 podiums individuels dont 2 victoires.
- 4 podiums par équipe.

#### Détail des victoires individuelles
| Épreuve / Édition | Sprint  | Sprint    |
| Épreuve / Édition | libre   | classique |
| 2006-07           | Rybinsk |           |
| 2008-09           | Rybinsk |           |

## lien externe
- (en) Renato Pasini dans la base de données de la Fédération internationale de ski
- Fiche carrière, sur fisi.org